# Isotachis heterophylla
Isotachis heterophylla là một loài rêu trong họ Balantiopsaceae. Loài này được Steph. mô tả khoa học đầu tiên năm 1916.